# Derek Trần
Derek Trần (sinh 22 tháng 12 năm 1980) là một luật sư và chính khách Mỹ. Ông là dân biểu Hoa Kỳ, đại diện cho khu bầu cử quốc hội số 45 của California.  Là thành viên của đảng Dân chủ, ông đã đánh bại đối thủ là dân biểu đương nhiệm Michelle Steel của Đảng Cộng hòa trong cuộc bầu cử năm 2024. Ông là người gốc Việt thứ ba được bầu vào Hạ viện Hoa Kỳ (sau Cao Quang Ánh và Stephanie Murphy), và là người đầu tiên đại diện cho California.

## Xuất thân
Derek Trần có cha mẹ là người gốc Việt tị nạn cộng sản. Ông lớn lên ở vùng Thung lũng San Gabriel ở miền Nam California.  Cha ông đã rời Việt Nam sau khi Sài Gòn thất thủ, nhưng vợ con ông đã thiệt mạng sau khi chiếc thuyền của họ bị lật. Sau này, cha ông trở lại Việt Nam, gặp mẹ ông, rồi họ cùng nhập cư vào Hoa Kỳ.
Khi ông 18 tuổi, ông nhập ngũ vào Lục quân Hoa Kỳ. Theo chiến dịch tranh cử của ông, ông có thể nói tiếng Việt.

## Sự nghiệp
Sau khi xuất ngũ, ông theo học trường luật và trở thành luật sư.  Ông hoạt động trong các vụ án liên quan đến vấn đề kỳ thị và thương tích. Năm 2012, ông dọn nhà đến Quận Cam, California và cùng vợ mở một tiệm thuốc Tây. Ông từng đại diện cho các thân chủ là nguyên đơn trong các vụ kiện cáo khi bị sa thải, trong đó có một người treo thòng lọng trong văn phòng và một người khác bị buộc tội tấn công tình dục.

## Tranh cử vào Quốc hội
Vào tháng 10 năm 2023, ông tham gia chính trường và tuyên bố sẽ tranh cử dân biểu cho khu bầu cử thứ 45 của California, đối đầu dân biểu đương nhiệm là Michelle Steel, đảng viên Cộng hòa. Trong cuộc bầu cử sơ bộ, ông về nhì với số phiếu giành được và giành quyền tiến đến cuộc bầu cử phổ thông. Cuộc bầu cử phổ thông cho khu vực này được đánh giá là rất cạnh tranh, với một số nguồn cho rằng kết quả sẽ khó đoán trước được (toss-up).

### Với cử tri gốc Việt
Cuộc tranh cử này được chú ý khi cả hai đối thủ đều tranh giành lá phiếu của người Mỹ gốc Việt, vốn góp một bộ phận cử tri đáng kể trong khu vực bầu cử này (vùng Little Saigon, một trong những khu vực có đông người Việt nhất ngoài Việt Nam, nằm trong khu này). Bà Steel là người nhập cư từ Hàn Quốc, có cha mẹ từng chạy trốn khỏi chế độ cộng sản ở Triều Tiên, còn ông Derek Trần có cha mẹ từng chạy trốn chế độ cộng sản ở Việt Nam.
Trong chiến dịch tranh cử, Steel cho rằng bà hiểu biết về người Việt và đã hoạt động trong cộng đồng này nhiều hơn Derek Trần. Sau đó Derek Trần cho rằng câu nói này là "xúc phạm và nhục nhã." Vào tháng 8 năm 2024, tờ New York Post cáo buộc rằng ông không thông thạo tiếng Việt khi phải có người phiên dịch trong các cuộc phỏng vấn và sự kiện cộng đồng. Chiến dịch của Steel cũng chỉ trích ông về việc này. Vào cuối tháng 8, ông thừa nhận với tờ Los Angeles Times rằng ông không còn lưu loát ngôn ngữ mẹ đẻ nữa và giờ chỉ nói được "tiếng Việt đứt quãng" (broken Vietnamese). Tuy nhiên, chiến dịch của ông cũng đưa ra một số đoạn video cho thấy ông vẫn có thể nói được tiếng Việt khi xuất hiện trên truyền hình.
Vào tháng 5 năm 2024, ông đưa ra khác biệt giữa xuất thân gia đình mình và của Steel, cho rằng bà Steel đã nhập cư vào nước Mỹ vì lợi ích kinh tế thay vì để trốn chạy cộng sản như gia đình mình. Một vài nhà lãnh đạo và tổ chức của người Mỹ gốc Á đã lên án phát biểu này của ông và yêu cầu ông xin lỗi Steel.

### Cáo buộc thân cộng
Trong những tháng trước cuộc bầu cử, ông đã cáo buộc chồng của bà Steel là Shawn Steel, cựu chủ tịch của Đảng Cộng hòa California, đã nhận hối lộ từ Đảng Cộng sản Trung Quốc để trao đổi thông tin, và cho rằng bà không đáng được tin cậy để giữ chức vụ chính trị tại Hoa Kỳ.
Sau đó, tờ Los Angeles Times đưa tin rằng chiến dịch của Steel đã gửi nhiều bức thư cho cử tri đưa ra mối quan hệ giữa ông với Mao Trạch Đông và cho rằng ông thân cộng. Sau khi ông cho biết rằng ông sở hữu tiền mã hóa, Steel cũng cho rằng tiền của ông cũng có dính líu đến Trung Quốc.

## Đời tư
Ông có vợ tên là Michelle.  Ông sống với vợ và ba con ở Orange. Ông hâm mộ nhạc EDM.